# Валгуссы
В Бутурлинском районе Нижегородской области есть село Валгусы.
Валгуссы — село, административный центр Валгусского сельского поселения Инзенского района Ульяновской области. 

## География
Находится на расстоянии примерно 22 км на север-северо-запад по прямой от районного центра города Инза. Село расположилось у подножия холма Караульный. Под горой протекает река Сухой Аргаш. 

## Название
Первоначальное название — Атемарская слобода, Атемарская Слобода Валгус тож, Валгус, Валгусы.
Современное название Валгуссы от вала гусарского, существовавшего во время войны с Наполеоном. «Валгома, Валга» — спуск, склон. С 1929 года, как и в других населённых пунктах, оканчивающихся на букву «с», к названию прибавили ещё одну букву «с».

## История
Село основано в 1660 году переселенцами из городка Атемар (под Саранском), при строительстве Симбирской сторожевой черты, первоначальное название Атемарская слобода. Один из ручьёв в селе до сих пор называется Темаркой.
В 1780 году село Атемарская Слобода Валгус тож, при речке Атемарке, пахотных солдат, — в Карсунском уезде Симбирского наместничества.
В 1859 году село Валгус во 2-м стане Карсунского уезда Симбирской губернии.
В 1879 году прихожанами был построен тёплый каменный храм, обнесённый деревянной оградой. Престолов в нём два: главный — во имя Живоначальные Троицы и в приделе — во имя свв. безсребренников и чудотворцев Космы и Дамиана (не сохранилась). Есть земская школа.
На 1913 год село Валгусы находилось в Шуватово-Пятницкой волости.
С 1929 года к названию прибавилась ещё одна букву «с».
3 июня 1998 года в селе Валгуссы был заложен камень в фундамент строительства новой церкви в честь равноапостольных святых Константина и Елены. В ноябре 1998 года была открыта церковь.

## Население
Население составляло: в 1780 г. — 181 ревизских душ; на 1859 г. в 124 дворах жило: 462 м. и 473 ж.; на 1900 г. прихожан в с. Валгусах (н. р.) в 166 дворах жило: 653 м. и 689 ж.; на 1913 г. — 224 двора, 703 муж и 813 жен.; 627 человек — в 2002 году (русские — 95 %), 525 — по переписи 2010 года.

## Инфраструктура
Жители села заняты личным подсобным хозяйством, работают в ООО «Федерация» и бюджетных учреждениях — школа, больница, СДК и другие.

## Достопримечательности
- Памятник погибшим землякам в годы ВОВ (1975 г.)[9].
- Родник, святой источник великомученицы Параскевы Пятницы[10].